# フェイ・ヴィンセント
フランシス・トーマス・ヴィンセント・ジュニア（英語: Francis Thomas "Fay" VincentJr. , 1938年5月29日 - 2025年2月1日）は、アメリカ合衆国のMLBコミッショナー、弁護士、実業家、投資家、著作家。
前任者のA・バートレット・ジアマッティの急死に伴い、1989年9月13日に第8代MLBコミッショナーに選出された。同年10月17日にロマ・プリータ地震が発生し、1989年のワールドシリーズ第3戦を10日後に延期することを決定した。1990年のロックアウトでは自ら介入して経営者側の譲歩を引き出し、わずか32日間で終結させた。この他にもオーナーたちの意に反する政策を立て続けに行ったために彼らからの支持を失い、就任してから3年にも満たない1992年9月7日に「ザ・グレートレイクス・ギャング」が主導する事実上のクーデターが原因で辞任に追い込まれた。

## 初期の人生・経歴
フェイ・ヴィンセントは1938年5月29日にアメリカ合衆国のコネチカット州ウォーターバリーにて出生し、アイルランド系アメリカ人の一家で育った。
ウィリアム・H・T・ブッシュ（のちの第41代アメリカ合衆国大統領ジョージ・H・W・ブッシュの弟）はホッチキス・スクール時代の同期生である。2人は夏休み期間中に一緒に遊び、ブッシュ家の邸宅で短時間の滞在を楽しんだこともあった。その後に進学したウィリアムズ大学ではガードとしてアメリカンフットボールチームで活躍していたが、1年生の時にルームメイトのいたずらで寮の部屋の中に閉じ込められてしまい、部屋から脱出するために4階の建物の上によじ登った時に氷で滑って落下して背骨を破砕骨折・足が麻痺する怪我を負ってしまう。手術とその後のトラクションに3か月を費やした。初期診断ではもう二度と歩けないだろうと言われたが、大学を卒業する頃には杖を必要としなくなるまでに回復した（しかし、1985年頃に関節炎を発症してからは再び杖が欠かせなくなる）。ウィリアムズ大学とその後に通ったイェール・ロー・スクールはどちらも優秀な成績で卒業したヴィンセントであったが、事故の後は二度とスポーツをプレーすることはなかった。
イェール・ロー・スクールを卒業した後はニューヨークにあるホイットマン・アンド・ランサム法律事務所のアソシエイト、次いでワシントンD.C.にあるキャプリン・アンド・ドライスデール法律事務所のパートナーとして働いた。アメリカ証券取引委員会（SEC）法人金融部のアソシエイト・ディレクターを務めたのもこの頃である。
1978年にコロンビア・ピクチャーズの社長兼最高経営責任者（CEO）に指名された。1982年3月にコロンビア・ピクチャーズがコカ・コーラ社に買収されたのに伴い、コカ・コーラ社のシニア・バイスプレジデント（専務）に任命され、さらに1986年4月にはエグゼクティブ・バイスプレジデント（副社長）に昇進して同社のエンターテインメント活動全般を担当するようになった。

## コミッショナーとして
10年来の友人であるメジャーリーグベースボール（MLB）のコミッショナー、A・バートレット・ジアマッティからの要請を受けて1989年4月1日に副コミッショナーとして球界入りした。ところが、ジアマッティはそのわずか5か月後の同年9月1日に急死してしまう。9月13日に26球団のオーナーは全会一致でヴィンセントを第8代MLBコミッショナーに選出し、ジアマッティの本来の残りの任期（1994年まで）を務めさせることにした。

### ピート・ローズの追放
ピート・ローズの野球界からの永久追放処分にも関わっていた。調査を主導し、交渉を担当していたのは当時副コミッショナーのヴィンセントであった。2002年12月にローズの追放処分の解除が検討された時には「馬鹿げている」と怒りを露わにした。2015年1月に掲載された「トレジャーコースト新聞」の社説の中ではローズはクーパーズタウン（アメリカ野球殿堂）から永久に排除されるべきだと述べている。
2004年に製作されたテレビ映画『堕ちた打撃王 ピート・ローズ』ではアラン・ジョーダンがヴィンセントを演じた。

### 1989年のワールドシリーズ
1989年10月17日17時4分にロマ・プリータ地震が発生した時、ヴィンセントは30分後にオークランド・アスレチックス対サンフランシスコ・ジャイアンツのワールドシリーズ第3戦が行われる予定の場所、サンフランシスコ市内キャンドルスティック・パークの三塁側ダグアウト後方のフィールドボックスに着座していた。大きな揺れが球場内を襲った後、フィールド内に突入したサンフランシスコ市警察のポリスカーのスピーカーより、市警察の指揮を執るアイザイア・ネルソンが試合を延期するというヴィンセントによる説明を中継して球場内の観客に伝えた。姿が見えるようにしておくだけで観客が安心するとネルソンから忠告され、ヴィンセントは5時間近くもフィールド内あるいはその近くにとどまり続けた。
第3戦は5日後に延期されたが、インフラの問題が原因で試合の開催はさらに5日先延ばしにされた。当初はサンフランシスコ市長アート・アグノスがシリーズの再開を1か月後まで延期するように主張したため、ヴィンセントはリグレーフィールド、コミスキーパーク、キングドーム、アストロドーム、ヤンキースタジアム、シェイスタジアムですぐに試合が行えるようにスタンバイさせておいた。
マービン・ミラーはMLB選手会（MLBPA）会長を退任した後に著した『FAへの死闘』の中で、コミッショナーに就任したばかりのヴィンセントを昼食に招いて意見の交換を行い、その際に受けた印象として、ボウイ・キューンよりも知性的であり、ピーター・ユベロスよりずっと野球および球界事情に通じており、A・バートレット・ジアマッティのような気取りもなく、労使の立場の違いを理解していたし、それまでのコミッショナーたちのように救世主的な役割を演ずる気持ちもなかったように見受けられ、前の3人を上回る最高のコミッショナーになると期待したと述べている。ところが、ロマ・プリータ地震が発生した直後にマスコミ関係者は救世主を探し求め、シリーズの延期あるいは中止、続行しても大丈夫かの判断を下すように、一斉にヴィンセントに結論を求めた。「常識を備え、バランス感覚にも優れた待望のコミッショナー」はメディアの圧力によって歪められてしまい、「ベイエリアで別人になってしまった」と嘆いている。

### 1990年のロックアウト
1990年シーズン開始前の労使交渉は行き詰まりを見せ、同年2月15日に経営者側はスプリングトレーニングのキャンプを閉鎖してロックアウト（1990年のMLBロックアウト）を強行した。経営者側が選手会に対して交渉で持ち出した提案は実績が6年以下の選手に出来高に基づく年俸水準を求めることで年俸調停と個々の選手が代理人を使う必要をなくし、NBAが採用しているサラリーキャップ（NBAサラリーキャップ）をモデルに収益を分け合うというものであったが、ヴィンセントが介入したことで1週間後にはこの提案を取り下げた。ヴィンセントの仲介の下で労使双方は意見の食い違いに妥協して制度を大幅に変更することもなく、3月18日にロックアウトは解除された。翌19日に労使間が基本合意に達した新労働協約では選手の最低年俸を68000ドルから10万ドルに引き上げ、2つの経営者-選手委員会（経済構造を調査するための委員会と労使関係を改善させるための委員会）を設立し、オーナーの共同謀議に対して選手の保護を強化することなどが規定された。ヴィンセントが選手会側から称賛を獲得したのも束の間、彼は交渉中に開いた記者会見でシーズン中にストライキ（プロ野球ストライキ）をしないという選手会の誓約を交換条件としてキャンプを開くように経営者側に提案したため、選手会専務理事のドナルド・フェアから「売名行為」だと非難されることになった。
1990年シーズンの開幕戦はスプリングトレーニングに十分な時間を費やすために1週間遅れになったが、早期和解は162試合制のレギュラーシーズンをフルに実施することを可能にした。1990年6月に「ベースボール・アメリカ」誌から将来の労使交渉について尋ねられたヴィンセントは「次の交渉では対立はありませんなどと皆さんやアメリカの大衆に約束するなんて、非現実的で甘いと思います」と悲観的観測を述べている。

### ジョージ・スタインブレナーの追放
ニューヨーク・ヤンキースのオーナー、ジョージ・スタインブレナーはチーム所属選手デイヴ・ウィンフィールドとの確執に起因して、彼の「スキャンダル」探しのためにギャンブラーのハワード・スピラに4万ドルを支払った。この事件に憤慨したヴィンセントは1990年7月30日にスタインブレナーに野球界からの永久追放処分を科した。ヴィンセントが当初2年間の処分を提案したのに対し、スタインブレナーは「サスペンション」（停職）という語が彼の全米オリンピック委員会の会員資格を脅かすことになると考え、自ら永続的な処分を求めた。スタインブレナーに対する裁定は他球団のオーナーにとっても納得出来るものであった。ところが、ヴィンセントはスタインブレナーがヤンキースの株を49%保持することを認め、その後にスピラの恐喝事件についても無罪放免にしたために、この裁定との整合性が取れなくなってしまった。
1992年7月24日にヴィンセントはスタインブレナーの永久追放を取り消し、彼が次の年の3月1日にオーナー職に復帰出来ることを発表した。スタインブレナーは予定通りの1993年3月1日にオーナー職に復帰した。

### 1993年のエクスパンションに備えて
ヴィンセントの任期中に1977年以来のエクスパンション（1993年のMLBエクスパンション）を実施することでナショナルリーグに新たに2球団が加わり、MLBは1993年シーズンから28球団に増加することが決まった。1991年6月にはヴィンセントはナショナルリーグのエクスパンションによる1億9000万ドルの収入のうち、アメリカンリーグは4200万ドルを受け取ることになり、その見返りとしてアリーグはナリーグ（新規球団のコロラド・ロッキーズとフロリダ・マーリンズも含む）が実施するエクスパンションドラフト（1992年のMLBエクスパンションドラフト）に選手を提供することになるだろうと言明した。ミネソタ・ツインズのオーナー、カール・ポーラッドが「これがいい裁定だと思っている人にお目にかかったことがない」と述べているように、この中間を取った解決策はナリーグとアリーグ両方のオーナーから不評を招く結果となった。

### 記録に関する特別委員会
ヴィンセントは154試合制でシーズン本塁打記録を樹立したベーブ・ルースと162試合制でシーズン本塁打記録を樹立したロジャー・マリスの両者の記録が併記されている問題を検討する特別委員会の開催を明らかにしたさい、「記録は統一されるべきであり、マリスは誰よりも多くの本塁打を記録した」との見解を示している。ヴィンセントを委員長として8人の委員で構成されるこの「記録に関する特別委員会」は1991年9月4日に、1961年のフォード・フリック（第3代MLBコミッショナー）の決定を覆してマリスが唯一のシーズン本塁打記録保持者であるとの判断を全会一致で下した。
委員会は同じ日に、従来のノーヒットノーランの定義を変更した。「少なくとも9回を投げ、なおかつ無安打に抑えたまま試合を終える」とした。このため、1990年8月1日にヤンキースのアンディ・ホーキンスがシカゴ・ホワイトソックスを相手に8回を無安打に抑えながら4失点で敗戦投手となった試合を含め、それまで認められていた275試合のうち50試合（内訳：8回を無安打に抑えた38試合と9回を無安打に抑えたものの、延長戦に突入した後に安打を打たれた12試合）がノーヒットノーラン達成試合から除外されることになった。

### シアトル・マリナーズ球団の売却問題
ヴィンセントは1990年に「長年にわたり相当額の赤字を出している。球場設備が標準以下で、改善される見込みもない。市側がプロ野球に無関心で、支援する意味もないことを何らかの形で表明している。そして、そのコミュニティにとどまり、フランチャイズを再建しようとすることがまったく無駄だと判断出来る」というフランチャイズの移転を承認するための条件を示している。
1991年9月にシアトル・マリナーズのオーナー、ジェフ・スマリアンは球団経営が非常に苦しいと信じ込ませることでシアトル市と地元経済界からさらなる資金援助を引き出そうと目論んだ。翌1992年1月23日に任天堂のアメリカ支社と他の地元企業4社で構成する企業グループが1億ドルでマリナーズ球団を買収する計画を発表し、さらに運転資本として2500万ドルを提示した。この計画に対し、ヴィンセントは北アメリカ（アメリカ合衆国とカナダ）以外の出資を認めないという従来の方針を再確認している。オーナー会議で全会一致で任天堂のマリナーズ球団買収が承認されたのは買収契約が成立した1992年4月3日より、2か月以上も後の6月9日のことである。オーナーとなる山内溥は持ち株を半分以下に抑え、ヴィンセントは懸念が解消されたと述べた。この承認の背景には、シアトル市による訴訟の可能性と下院議長トム・フォーリーがMLB機構の反トラスト法（クレイトン法）適用除外という特権を解除する法案を提出するという新たな脅威が出てきたこともあった。

### スティーヴ・ハウの追放
ヴィンセントは改訂版「プロ野球薬物政策および防止計画」に関する1991年の政策について、選手は違法薬物の検査を受けなければならないわけではないが、違法薬物の使用をこれまでに認めている選手や使用が発見されている選手は選手生活の長さを考慮して、強制的な検査を受けなければならないと述べている。
薬物・アルコール関連の7度目の騒動を起こしたヤンキースの投手スティーヴ・ハウに対し、その翌年の1992年6月8日に野球界からの永久追放処分を科した。ヤンキースの上級幹部の3人（バック・ショーウォルター、ジーン・マイケル、ジャック・ローン）がハウに代わって証言することに同意した時、ヴィンセントは彼らも追放すると警告した。
処分からわずか数か月後にヴィンセントはコミッショナーを解任されることになった。仲裁人のジョージ・ニコラウは約束していた補導と薬物検査の支援をコミッショナー事務局が与えていなかったのだからこの処分は厳し過ぎるとして、1992年11月12日にヴィンセントの決定を覆す判断を下した。

### 1992年の地区再編問題
ヴィンセントは1992年7月6日に「球界の利益のため」という名目で強権を発動してオーナー会議の決定を覆し、エクスパンションに対処するためにシカゴ・カブスとセントルイス・カージナルスを西地区に、アトランタ・ブレーブスとシンシナティ・レッズを東地区に編入させて翌シーズンを開始出来るように再編成をするよう、ナリーグ機構に命じた。ナリーグ会長ビル・ホワイトはリーグの承認なしに再編を行うのはナリーグの規約に違反しているとヴィンセントを批判した。
これは地元テレビ局と巨額契約を結ぼうとしているシカゴ・カブス球団にとっては死活問題であった。西海岸の試合はシカゴ時間の21時に開始されるために地元テレビ局は十分なコマーシャル収入が得られなくなるからである。カブス球団はトリビューン社（カブス球団と地元テレビ局の両方を所有する企業）の収入が減少してしまうのを懸念して反対し、命令の無効を主張して地方裁判所に訴訟を提起した。7月23日に仮差し止め命令が付与されたため、ヴィンセントは即座に抗告する意思を表明した。口頭弁論は8月30日に予定されたが、訴訟を再開する前にヴィンセントがコミッショナーを辞任したため、カブス球団は訴訟を取り下げた。

### その他
1990年8月10日のフィラデルフィア・フィリーズ対ニューヨーク・メッツ戦の試合中に発生した乱闘をおさめようとして、審判員ジョー・ウェストはフィリーズの投手デニス・クックの体を地面へ投げ倒した。ナリーグ会長ビル・ホワイトはウエストの出場停止処分を検討したが、ヴィンセントが介入して不問に付した。
アリーグの指名打者制度に反対する考えの持ち主であり、その廃止を検討していた。

### 辞任へ
MLB球団のオーナーとコミッショナー間の関係は希薄であった。オーナーの多くはヴィンセントがしばしば強権的に振る舞うのを嫌い、1990年のロックアウトの際には彼があまりにも多くの問題で選手会側に味方したと見ていた。ヴィンセントはコミッショナーというものはオーナーの味方をするためにあるのでなく、オーナー、選手、審判員、ファンを代表して公正な立場を貫くべき存在だと考えていた。それに対し、球団経営者としては「我々がコミッショナーを雇っているのだから」という思いが強く、彼らはオーナー側に立つコミッショナーを求めていた。
1992年9月3日に開催されたオーナー会議では賛成18・反対9（棄権1）でコミッショナーの不信任が決議された。9月7日にヴィンセントはコミッショナー職を辞任する意思を表明、「長引く戦いを避けるため」とその理由を説明した。
ヴィンセントを失脚させるために暗躍した以下の5人の実力者をマスコミは「ザ・グレートレイクス（五大湖）・ギャング」と名付けた。
- バド・セリグ（ミルウォーキー・ブルワーズのオーナー）
- ジェリー・ラインズドルフ（シカゴ・ホワイトソックスのオーナー）
- ピーター・オマリー（ロサンゼルス・ドジャースのオーナー）
- カール・ポーラッド（ミネソタ・ツインズのオーナー）
- スタントン・クック（シカゴ・カブスを所有するトリビューン社の社長）

一方でヴィンセント支持派の筆頭は30年来の知り合いのテキサス・レンジャーズのオーナー、ジョージ・W・ブッシュ（のちのアメリカ合衆国第43代大統領）であった。3日前にヴィンセントと話をした時に受けた印象として彼は辞任しないだろうと考えていたので、突然の辞任表明には驚きを隠し切れなかった。
ヴィンセントは辞任に際し、次のように述べている。
| 「 | オーナーの機嫌を損ねずに仕事をするなんて不可能です。28人のボス全員を幸せにすることなんて出来ません。人々は私が最後のコミッショナーだと言ってきた。もしそうなら、それは悲しいことだ。手遅れにならないうちに、彼ら（オーナー連中）が失敗から学ぶことを願っています。 | 」 |

1992年9月10日にコミッショナー代行に指名されたバド・セリグは臨時の役割を果たすのは選手会との新しい取り決めがまとまるまでの間に限るという誓約を交わした。

## コミッショナー退任後の人生
ヴィンセントはコミッショナーを辞任した後に個人投資家となった。
1994-95年のストライキ突入直後に「セリグとラインズドルフが共同謀議を働いて（フリーエージェント（FA）の権利を行使した）選手たちから2億8000万ドルの窃盗を行っているので、組合は基本的に経営者を信用していないのです」との見解を述べている。
1997年後半から2003年までニューイングランド大学対抗野球リーグ（NECBL）の会長を務め、再び脚光を浴びることになった。
2002年に『The Last Commissioner: A Baseball Valentine』と題する自伝を執筆した。他にも野球の歴史をテーマとした彼の3冊の著書が出版されている。
2005年7月にはコミッショナー在任中に自身がドーピング問題を過小評価していたことを認め、選手会が同問題に対して依然として及び腰であると指摘した。ジョージ・J・ミッチェルは2007年に公表した「ミッチェル報告書」の中で、ヴィンセントがドーピング問題は1919年のブラックソックス事件以来、野球界が直面している最も深刻な課題であることを話していたと述べている。
2006年にニグロリーグやそれ以前のアフリカ系アメリカ人の野球リーグで活躍した選手と発展に貢献した人物の合わせて17名をアメリカ野球殿堂入り表彰者として選出したニグロリーグ特別委員会の投票委員会および審査委員会の議長を務めた。
また、ウィリアムズ大学、ケニオン大学、カールトン大学、カニシャス大学、セントラルコネチカット州立大学、フェアフィールド大学などの大学から名誉博士号を授与されている。
2025年2月1日、フロリダ州ベロビーチの病院で死去。86歳没。晩年は膀胱癌を患っており、放射線・化学療法を受けたが、出血などの合併症を発症し、本人は治療の中止を要求した。

## 著書
- The Last Commissioner: A Baseball Valentine (2002年) (ISBN  978-0743244527)
- The Only Game in Town: Baseball Stars of the 1930s and 1940s Talk About the Game They Loved: Volume 1 (2006年) (ISBN  978-0743273176)
- We Would Have Played for Nothing: Baseball Stars of the 1950s and 1960s Talk About the Game They Loved (2008年) (ISBN  978-1416553427)
- It's What's Inside the Lines That Counts: Baseball Stars of the 1970s and 1980s Talk About the Game They Loved (2010年) (ISBN 978-1439159217)